# تشارلز دبليو. غيتس
تشارلز دبليو. غيتس (بالإنجليزية: Charles W. Gates)‏ هو سياسي أمريكي، ولد في 12 يناير 1856 في فرانكلين في الولايات المتحدة، وتوفي بنفس المكان في 1 يوليو 1927. حزبياً، نشط في الحزب الجمهوري. وقد انتخب عضو مجلس نواب فيرمونت وانتخب حاكم فيرمونت ‏ (7 يناير 1915 – 4 يناير 1917).